# Saint-Martin-de-la-Mer
Saint-Martin-de-la-Mer är en kommun i departementet Côte-d'Or i regionen Bourgogne-Franche-Comté i östra Frankrike. Kommunen ligger i kantonen Liernais som tillhör arrondissementet Beaune. År 2022 hade Saint-Martin-de-la-Mer 279 invånare.

## Befolkningsutveckling
Antalet invånare i kommunen Saint-Martin-de-la-Mer
Referens:INSEE